# Czekam na znak
Czekam na znak – singel polskiego piosenkarza Ignacego Błażejowskiego. Singel został wydany 27 lipca 2022.
Kompozycja znalazła się na szczycie listy AirPlay – Top, najczęściej odtwarzanych utworów w polskich rozgłośniach radiowych. Nagranie otrzymało w Polsce status podwójnie platynowego singla, przekraczając liczbę 100 tysięcy sprzedanych kopii.

## Powstanie utworu i historia wydania
Utwór napisali i skomponowali Leon Krześniak i Ignacy Błażejowski. Za produkcję odpowiadał Leon Krześniak.
Singel ukazał się w formacie digital download 27 lipca 2022 w Polsce za pośrednictwem wytwórni płytowej Universal Music Polska.

## „Czekam na znak” na listach notowań
Nagranie było notowane na 1. miejscu w zestawieniu AirPlay – Top, najczęściej odtwarzanych utworów w polskich rozgłośniach radiowych. Singel dotarł także na 31. miejsce zestawienia OLiS single w streamie, najczęściej odtwarzanych utworów w serwisach streamingowych w Polsce.

## Lista utworów
- Digital download[3]

1. „Czekam na znak” – 3:18

## Notowania

### Pozycje na listach airplay
| Kraj   | Lista (2022)               | Najwyższa pozycja |
| ------ | -------------------------- | ----------------- |
| Polska | AirPlay – Top              | 1                 |
| Polska | AirPlay – Nowości          | 3                 |
| Polska | AirPlay – Największe skoki | 4                 |

### Pozycje na listach sprzedaży
| Kraj   | Lista (2022)             | Najwyższa pozycja |
| ------ | ------------------------ | ----------------- |
| Polska | OLiS – single w streamie | 31                |

### Pozycje na listach streamingowych
| Kraj              | Lista (2022–23)                 | Najwyższa pozycja |
| ----------------- | ------------------------------- | ----------------- |
| Austria           | iTunes – All Genres Daily       | 99                |
| Austria           | iTunes – Pop Top 200 Daily      | 39                |
| Dania             | iTunes – Pop Top 200 Daily      | 36                |
| Hiszpania         | iTunes – All Genres Daily       | 50                |
| Hiszpania         | iTunes – Pop Top 200 Daily      | 16                |
| Irlandia          | iTunes – All Genres Daily       | 15                |
| Irlandia          | iTunes – Pop Top 200 Daily      | 6                 |
| Norwegia          | iTunes – Pop Top 200 Daily      | 34                |
| Polska            | Apple Music – All Genres Daily  | 159               |
| Polska            | Apple Music – Pop Top 200 Daily | 74                |
| Polska            | Deezer – Top Poland Daily       | 50                |
| Polska            | iTunes – All Genres Daily       | 3                 |
| Polska            | iTunes – Pop Top 200 Daily      | 1                 |
| Polska            | Shazam – Top 200 Daily          | 1                 |
| Polska            | Spotify – Top 50 Daily          | 32                |
| Polska            | Spotify – Top 50 Weekly         | 36                |
| Polska            | Spotify – Viral 50 Daily        | 36                |
| Polska            | Tidal – Top 100 Daily           | 34                |
| Polska            | YouTube Music – Top 100 Weekly  | 41                |
| Południowa Afryka | iTunes – Pop Top 200 Daily      | 32                |
| Ukraina           | iTunes – All Genres Daily       | 16                |
| Ukraina           | iTunes – Pop Top 200 Daily      | 11                |

### Pozycje na listach radiowych
| Notowanie                                                 | Najwyższa pozycja |
| --------------------------------------------------------- | ----------------- |
| Nasze Radio (HitFm)                                       | 1                 |
| Polskie Radio Katowice (Lista Przebojów)                  | 1                 |
| Polskie Radio Pomorza i Kujaw (Lista Przebojów Radia PiK) | 11                |
| Polskie Radio Szczecin (Szczecińska Lista Przebojów)      | 1                 |
| Radio Eska (Gorąca 20)                                    | 2                 |
| Radio FaMa (Radioaktywna Lista Przebojów)                 | 6                 |
| Radio Podlasie (Naj 10-tka)                               | 57                |
| Radio RSC (Przebojowa Ćwiartka)                           | 2                 |
| Radio Sud (Lista Hitów)                                   | 9                 |
| Radio SuperNova (Super 13)                                | 2                 |
| Radio Victoria (Lista przebojów)                          | 4                 |
| Radio Zachód (Mniej Więcej Lista)                         | 1                 |
| Radio Zet (Lista przebojów Radia Zet)                     | 1                 |
| Radio Ziemi Wieluńskiej (Przebojowa Lista)                | 3                 |
| Radio „Znad Wilii” (Lista PL)                             | 1                 |
| RMF FM (Poplista)                                         | 1                 |
| RMF Maxx (Hop Bęc)                                        | 4                 |

## Certyfikaty
| Kraj          | Certyfikat         | Sprzedaż |
| ------------- | ------------------ | -------- |
| Polska (ZPAV) | 2× platynowa płyta | 100 000+ |